# 神戸高塚高校校門圧死事件
神戸高塚高校校門圧死事件（こうべたかつかこうこうこうもんあっしじけん）は、1990年（平成2年）7月6日、兵庫県神戸市西区の兵庫県立神戸高塚高等学校で、同校の教諭であった細井敏彦（当時39歳）が遅刻を取り締まることを目的として登校門限時刻に校門を閉鎖しようとしたところ、門限間際に校門をくぐろうとした女子生徒（当時15歳）が門扉に頭を挟まれて死亡した業務上過失致死事件。

## 事件が起こるまで
細井敏彦は、教師として最初に赴任した工業高校で、職員室前で不良生徒に取り囲まれたり、生徒指導で逆恨みを買い、車に傷をつけられたりした。細井には柔道の経験があったため、力で敵わないと見るや、不良生徒たちは、すれちがいざまに暴言を吐いたり、答案用紙に卑猥な言葉を書くなど、嫌がらせを行った。同校では、授業中に教師にカッターナイフを投げたり、定期テストで赤点を付けられた生徒が、採点した教師に殴る蹴るの暴行を加えるなどの事件があった。その後、この高校は、成績による留年の徹底を行うなどして、荒れた校風が飛躍的な回復を示した。こうした高校での生徒指導担当者としての経験が、細井に校則を徹底的に守らせることの必要性を実感させた。
高塚高等学校への赴任後、細井は風当たりが強く神経をすり減らす生徒指導部の仕事を嫌い、図書部か総務部を希望したが、体格が大きいこともあって「生徒指導部向き」とされていた細井は、教頭からどやしつけられ「図書や総務は誰でもできる。若い教師であるなら、なおさら積極的に困難な仕事に飛び込んでいく意気が必要だ。楽な方向に流れてはいけない」と訓示され、翌年の希望調査では生徒指導部を希望した。
同校の校長は事件発生の前年度に兵庫県高等学校生徒指導協議会神戸支部長、同校生徒指導部長は同協議会常任委員であったため、管理教育や生徒指導を推進しており「全教師による校門や通学路での立ち番指導」は協議会で高く評価されていた。また、当時は日本で5校しか採用されていない学校安全に関する「研究指定校」でもあった。
事件前日、被害者は一緒に登校していた少女Aといつもより一本遅い電車で登校してきたが、8時30分に門の閉まる1、2分前に学校に到着できていた。事件当日も、少女Aの証言によると、バスケ部の先輩Bから写真を受け取る約束をしていたため、前日と同じ時間の電車で待ち合わせすることになり、その旨を被害者に電話で伝えた上で、彼女も同じ電車に乗ると決まったという。だが、その先輩Bはそんな約束をした記憶がないと証言し、しかも被害者と同じ電車で登校したはずなのに、門限に十分間に合っており、細井とも短い会話を交わす余裕さえあった。

## 事件当日
1990年（平成2年）7月6日午前8時過ぎ、3名の教諭が校門付近で遅刻指導を行っていた。その内の1人は、門から200メートル離れた駅寄りの歩道で、ハンドマイクで遅刻しないように注意していた。その後門に戻り、ハンドマイクを置いて、事件直前に時計を見ながら「5秒前閉めるぞ！」などと生徒に対して叫んでいた。この時細井がカウントダウンをしていたという趣旨の報道があったが、細井自身はカウントダウンをしてはいないと述べている。当日は期末考査の日であった。
午前8時30分のチャイムが鳴ると同時に、細井は高さ1.5メートル、重さ約230キログラムの鉄製のスライド式の門扉を閉めた。門扉にはかなりの重量があったので、低い姿勢でややうつむき加減に押したという。門扉の速度があがってからは、細井は門扉を押すのをやめ、門扉の動きに手を添えるようにした。この時点ではちゃんと前方を向いていたと細井は証言している。門を閉め始めた直後、門を避けるようにして入ってきた2人の生徒のほか、細井には他の生徒の姿は見えなかったという。
被害者と少女Aは、門から200メートルほど離れた歩道で、前の生徒が走り出したのを見て、走り出した。その後、校門15メートル手前で一度立ち止まり、その時にチャイムが鳴るのを聞いて、また走り出した。門扉の直前で、被害者は少女Aを置き去りにして、前に居た複数の生徒の固まりを追い抜いた。被害者の約50cmくらい左後ろに居て、一部始終を目撃していた男子生徒によると、被害者は校門から1・2歩手前で前屈みになり、顔は下に向けて、体を小さくした。この男子生徒は、もう間に合わないと思って足を止めたし、全力疾走していた被害者が間に合うようにも見えなかったが、被害者は速度を緩めなかったという。細井は、生徒の固まりの陰から、身を屈めて飛び込んできた被害者に気付かずに、そのまま門扉を押して閉め切ろうとした。
この時点で、細井は、明らかに事態に気付いておらず、検察の冒頭陳述によっても、被害者の後から門内に駆け込もうとしていた男子生徒1名が、被害者が挟まれたのを見て、とっさに門扉前方をつかんで押し開いたのを、門を押し開けて校内に入ろうとしていると勘違いまでしている。この検察の冒頭陳述でも、彼が被害者に気付いたのは、この男子生徒を注意しようと門扉前方に行った際である。
少女Aによると、被害者と自分は、左右に別れて、校門直前にいた生徒の固まりを追い抜いたという。しかし、他の目撃生徒の殆どは、被害者は、少女Aと一緒に集団の生徒の右から回り込んで強引に入り込もうとしたと証言している。
女子生徒は、門扉と門柱の間に頭を挟まれたことなどにより、頭蓋骨粉砕骨折等の重傷を負った。細井が女子生徒をほったらかしにしていたという説に関して本人は否定しており、野球部員が頭を打った際の対処法を被害者にも試みた（細井は野球部の監督を務めていた）としている。その後、女子生徒は搬送先の神戸大学医学部附属病院で10時25分に脳挫滅による死亡が確認された。現場に付着した女子生徒の血液は警察の現場検証前に学校により洗い流された。当日の試験は予定通り実施され、細井も試験に立ち会っていた。女子生徒の容態を質問した生徒に対して「重傷だが生命に別状はない」と説明していた。

## その後の経過
文部省はこの事件を一教諭と一生徒の問題であり、学校側に何ら問題は無いとの認識を示した。校長、兵庫県教育委員会は文部省の意向を受け、教師個人の責任を主張した。刑事裁判では細井の過失を認定したものの学校側の責任や管理教育の是非については触れられなかった。
7月20日に全体保護者会（PTA）が行われた。その模様を録音したカセットテープがあり、冒頭で「保護者会は従来から本校では一切公開していないはずのもので、マスコミの方に流れまして、生徒がひどく困っております」と保護者を批判したうえで「また、何かご要望がありましたら、そのときにもう1回来てもらいましたら、録音は聞いてもらえると思います」と発言があった。
それにもかかわらず、兵庫県は「録音テープは、公文書の公開等に関する条例において公開の請求の対象にならない。会議の内容を録音したテープの反訳書および、全体保護者会の会議録は初めから存在しません」と説明した。高校はテープを処分したが、PTAはテープを保管していた。音声が公開されたのは、事件から8年後のことであった。
兵庫県教育委員会は7月26日、細井を懲戒免職処分、また管理責任を問い当時の校長を戒告、教頭と教育長を訓告、教育次長2名を厳重注意とする処分を行った。しかし、校門を閉めようと言い出した教員や生活指導部長に対しては処分は無かった。また、校長から出されていた辞表を同日付で受理した。細井はその後懲戒免職処分を不服として申立を行った。
9月に教育委員会から新校長が就任し、事件の説明を含む今後の保護者会の開催を打ち切ることを宣言した。
11月16日、学校側が安全管理上の過失を認めた形で、兵庫県が女子生徒の遺族に損害賠償金6,000万円を支払うことで示談が成立した。
また、遅刻者に校庭を2周走らせたり、スクワット系柔軟体操を数十回課していた理由について、1991年4月の転勤者の辞令交付のオリエンテーションで新校長は「8時35分の出席確認に間に合わないようにするため」と説明した。つまり、教室でのホームルームは8時35分開始となっているため、校門指導での遅刻を出席簿や調査書に反映させるため、罰を課して間に合わないようにしていたという。こうした措置は、ちゃんと登校時間を守った生徒が、守らなかった生徒と成績が同じになることは不公平だという考えと、校則を遵守させることが、校内の風紀を正すことに繋がるという認識から来たものと考えられる。

### 細井への刑事処分
7月21日に、兵庫県警察による実況見分が行われた。その結果門扉はヘルメットが割れるほどの速度で押されていたことが分かった。生徒が集団で登校しているのに細井が勢いよく門扉を閉めたこと、細井は過去にも門扉で生徒のスカートなどを挟んだことがあることなどから細井は門扉を閉めることの危険性を把握しながら安全を充分確認しなかったことが明らかになり、業務上過失致死の容疑で取り調べられた。
細井は、業務上過失致死罪で神戸地方検察庁に送検され、起訴された。刑事裁判では、細井は「門扉の閉鎖は教員3人で行う共同作業であり安全・合理的な方法。学校から安全面の指導や注意はなく業務性は無い。わずかな隙間に生徒が頭から走り込んでくることは予見不可能で過失責任は無い。充分な安全策も無く教師に校門指導をさせた学校に責任があり、誤った教育理念を押し付けた学校管理者や兵庫県教育委員会、文部省の責任が問われるべき」などとして無罪を主張した。
神戸地方裁判所は1993年（平成5年）2月10日、「門扉の閉鎖は反復・継続して行う行為であり、その重量、構造から登校時に閉鎖することは、門扉を生徒の身体に当てるなどして身体に危害を与える恐れがあり業務上過失致死罪の業務にあたる」とした上で「生徒が制裁などを避けるため閉まりかけの門に走り込むことは予測できた。他の当番教師との安全面の打合せはなく過失があった」と、検察の主張をほぼ認める形で、細井敏彦に禁錮1年・執行猶予3年の有罪判決を言い渡した。細井は「判決には不服だが、自身や家族の心労を考えて控訴しない判断をした」として、大阪高等裁判所に控訴せず有罪が確定した。
細井の有罪確定に伴い、教育職員免許法に基づき同人は教員免許の欠格事由に該当し、細井が起こしていた懲戒免職不服申立の審理は中止された。

### 細井による書籍出版
細井は、有罪確定直後の1993年（平成5年）4月にこの事件を題材とした本を実名で出版し「私は、あの警察的な校門指導を何の疑問も抱くことなく率先してやってきた。それが教師としての勤めであり、正義だと思い込んで······」や「兵庫県教委による、指導体制強化の通達により、他県に例を見ない厳しい生徒指導体制が確立した。兵庫県の高校が生徒の非行や校内暴力などで荒れていた状況へのやむにやまれぬ手段という面があったにせよ、専任の生徒指導部が校則によって生徒の非行を取り締まるという警察的活動を促進する素地が作られたのも事実である」と述べており、学校から県教委によって警察的な生徒指導を強いられ、それに慣れさせられていた自己の態度には、一定の反省の色が見られる。あくまで、細井の主張は、業務上過失致死傷罪が適用されるほどの過失はなく、マスコミの過剰報道とバッシング、社会制裁なども行き過ぎていたということである。
近年になり、細井の著書の内容について『「警察的な校門指導を正義だと思っていた」と述べていて、基本的には自らの行動に問題はなかったという姿勢を貫いている』と批判する声があるが、細井の著書に、警察的な校門指導についての記述は、上記2か所にしか見いだせない。

### 門扉の撤去

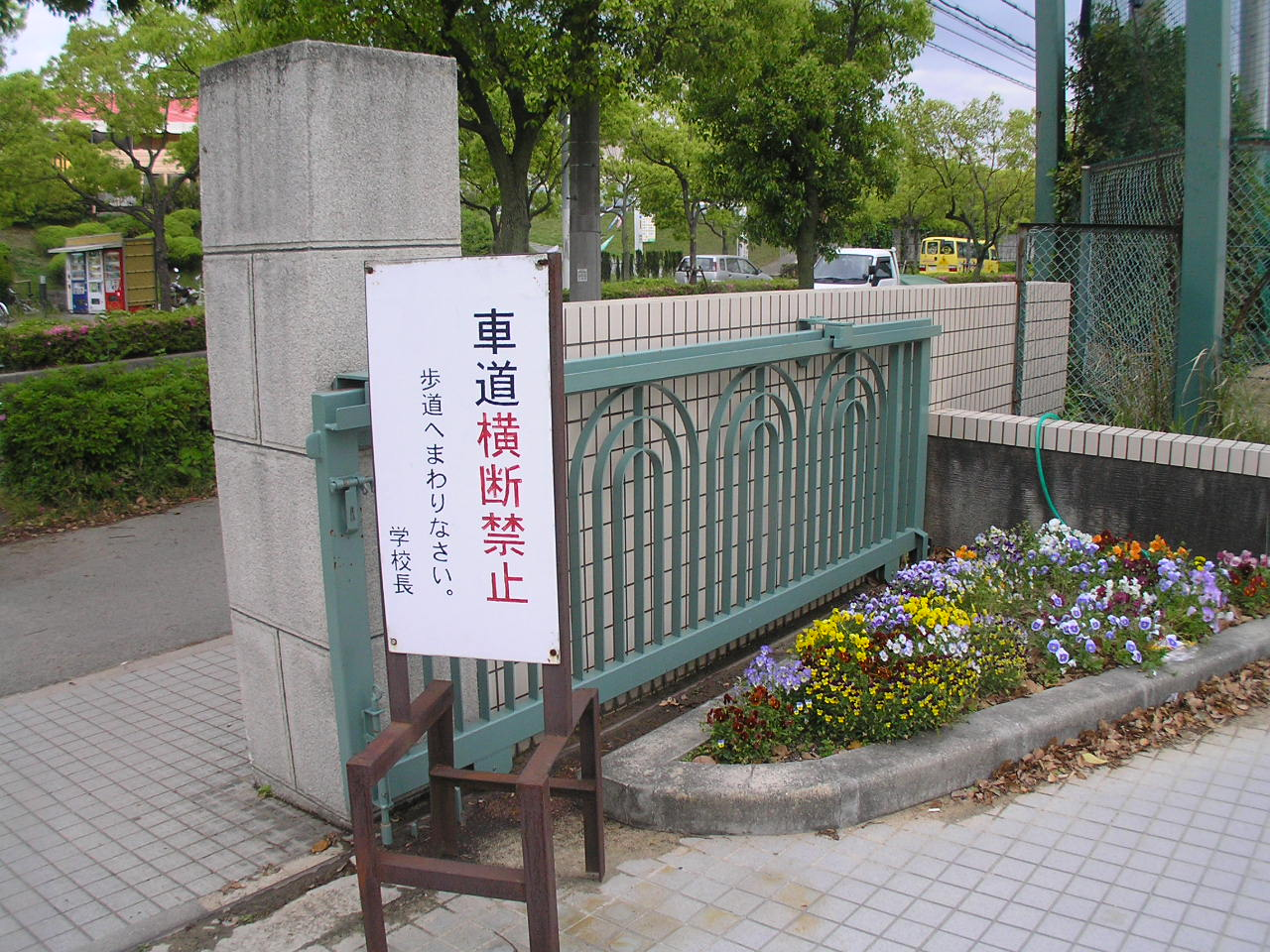
現在の神戸高塚高校校門

学校は、事件現場となった校門の門扉を事件直後に撤去しようとしたが「事件の風化を図っている」などとして保護者や一部住民らが反発したため「判決前の撤去は好ましくない」とする裁判所の意見を受けて保留したが、細井の有罪確定を受けて再び校門撤去を進めた。撤去後の門扉を溶解工程に回すことなどの決定が、PTAや保護者に説明することなく記者会見で明らかにされて保護者や住民らは反対したが、1993年（平成5年）7月30日に小競り合いの中で撤去されて従前よりも小型で軽量な門扉が設置された。
門扉の撤去は不当だとして工事費などの返還を求める住民が訴訟を起こすが、1999年（平成11年）7月12日の最高裁第三小法廷の判決で、学校側の措置を適法として住民の訴えを棄却する判決が確定した。

## 影響
- 生徒数が増加する最中の事件で社会的な影響は大きく、校門指導や管理教育、校則の是非が議論された。兵庫県議会の日本社会党議員団が、1990年7月30日に「門扉を閉める校門指導の廃止」「処罰中心の校則の見直し」「教職員の相互批判が行われやすい体制の確立」などを求める申し入れ書を兵庫県議会に提出する[11]。
- 高塚高校は、事件年度のインターハイの出場と大学からの推薦校の指定を辞退した。

## 関連書籍
- 『先生、その門を閉めないで 告発・兵庫県立神戸高塚高校圧死事件』（保坂展人とトーキングキッズ 編、労働教育センター、1990年9月、ISBN 4-8450-0090-3）
生徒達に取材し、生の声をまとめた本。
- 『校門を閉めたのは教師か 神戸高塚高校校門圧殺事件』（外山恒一 / はやしたけし、駒草出版、1990年11月、ISBN 4-9060-8236-X）
- 『校門の時計だけが知っている 私の「校門圧死事件」』（細井敏彦、草思社、1993年4月、ISBN 4-7942-0501-5）
当事者（加害者）であった細井の執筆による本。自らの認識や意見、当時の周囲の状況を告白している。